# 喬治亞國家銀行
喬治亞國家銀行是喬治亞的中央銀行。喬治亞第一家中央銀行成立於1919年。現在的喬治亞國家銀行則成立於1991年。喬治亞國家銀行的理事會由7人組成，主席是喬治亞國家銀行總裁。理事會7人由國會選舉後由總統提名。